# Aeroportul Gonzalo Mejia
Aeroportul Gonzalo Mejia (IATA: TRB, ICAO: SKTU) este un aeroport din Antioquia, Columbia ce deservește zona Turbo.
Situat la o altitudine de 3 m, aeroportul dispune de o singură pistă.